# الکساندر پرناتسکی
الکساندر پرناتسکی (اوکراینی: Олександр Миколайович Пернацький؛ زادهٔ ۱۷ ژوئیهٔ ۱۹۹۵) بازیکن فوتبال اهل اوکراین است.